# 베사라비아현

베사라비아현의 문장

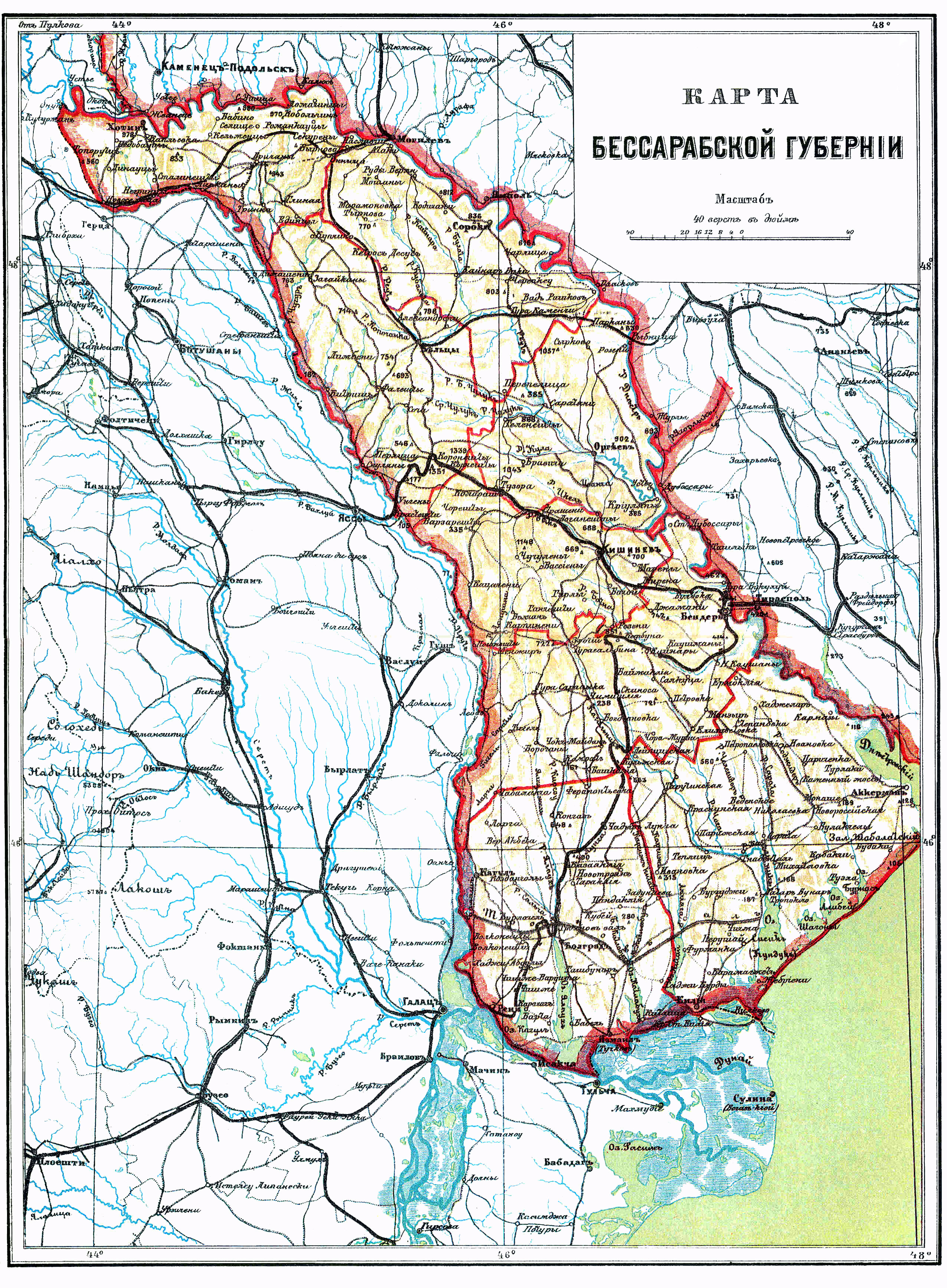
베사라비아현의 지도

베사라비아현(러시아어: Бессарабская губерния 베사라브스카야 구베르니야[*])은 러시아 제국의 남서쪽에 위치했던 현이다. 현재의 몰도바와 우크라이나에 걸쳐 있었고 프루트강, 드네스트르강, 다뉴브강, 흑해에 접해 있었다. 1873년에 주에서 현으로 승격되었다. 현도는 키시너우(키시뇨프)였으며 면적은 44,399 km2였다.
1897년까지 베사라비아현의 남녀 구성은 193만 3,436명(991,257명이 남자, 942,179명이 여자)이었고 인구는 30만 4,182명(당시 현에 속했던 키시너우(키시뇨프)의 인구는 10만 8,796명)이었다.

## 행정 구역
8개의 읍이 있었다.
| 읍                                | 면적 (km2) |
| --------------------------------- | ---------- |
| 키시뇹스키읍(Кишинёвский уезд)    | 3,723      |
| 아케르만스키읍(Аккерманский уезд) | 8,288      |
| 벤데르스키읍(Бендерский уезд)     | 6,143.8    |
| 오르게옙스키읍(Оргеевский уезд)   | 4,133.4    |
| 소록스키읍(Сорокский уезд)        | 15,945.1   |
| 호틴스키읍(Хотинский уезд)        | 3,985.38   |
| 벨레츠키읍(Белецкий уезд)         | 5,543.5    |
| 이즈마일스키읍(Измаильский уезд)  | 9,250.2    |

## 인구

### 민족
- 몰도바인
- 불가리아인
- 독일인
- 러시아인
- 유대인
- 집시
- 그리스인

## 같이 보기
- 베사라비아
- 몰도바 소비에트 사회주의 공화국
- 몰다비아